# 1.er Premio del Festival Universitario de Música
1° Premio del Festival Universitario de Música es el segundo álbum del arpista Hugo Blanco, grabado en 1961 para el Palacio de la Música, aquí destacan la voces de Chela Diamante y Nelson Villalba. Este disco sale a la luz pública debido a que Hugo Blanco ganaría el primer lugar en el Festival Universitario de Música, auspiciado por la UCV. También de esta producción salen primorosas composiciones como "'La India Tibaire'", instrumentales como "Ziruma" y "El Botellero" y "Soldadesca".

## Pistas
| Nº  | Canción                                     | Duración |
| --- | ------------------------------------------- | -------- |
| 1.  | "La India Tibaire" Hugo Blanco              |          |
| 2.  | "Si me Ves Llorar" Hugo Blanco              |          |
| 3.  | "Soldadesca" Hugo Blanco                    |          |
| 4.  | "Orquídea" (*) Hugo Blanco                  |          |
| 5.  | "Anoche Descubrí" José Manzo                |          |
| 6.  | "Ziruma" Hugo Blanco                        |          |
| 7.  | "El Herrero" Hugo Blanco                    |          |
| 8.  | "Bajo la Luna Azul" Hugo Blanco             |          |
| 9.  | "Triste Mar" Hugo Blanco                    |          |
| 10. | "Botellero" Hugo Blanco                     |          |
| 11. | "Moliendo Café" (*) Hugo Blanco, José Manzo |          |
| 12. | "Felicidad" Hugo Blanco, Luis Arismendi     |          |

(*) Versiones Cantadas